# 이재수 (1770년)
이재수(李在秀, 1770년~1822년)는 조선 후기의 문신이다. 자는 신로(新老), 본관은 연안(延安)이다. 영조(英祖) 때의 영의정(領議政) 이천보(李天輔)의 친손자이기도 하다.
순조(純祖) 9년(1809년) 창덕궁의 춘당대에서 벌어진 증광시 전시에서 급제한 43인의 문과 급제자 가운데 한 명이었다. 동왕 10년(1810년)에는 홍문관(弘文館)의 관원 후보인 홍문록(弘文錄)에 이름이 오르기도 했으며, 동왕 12년(1812년)에 문학(文學)을 거쳐 이듬해에는 암행어사로써 황해도에 파견되어 현지 수령들의 비리를 색출하기도 했다.
제주도(濟州島)에서 양제해(梁濟海)의 모변 사건이 일어나자 조선 조정은 영의정 김재찬의 추천으로, 당시 홍문관응교(弘文館應敎)로 있던 이재수를 특별히 통정대부(通政大夫) 품계를 더해주고 제주찰리사(濟州察里使) 겸 위유사(慰諭使)로 삼아 급파했다. 이재수는 양제해 모변 사건에 대해 조정에 보고하는 한편, 제주목사로써 수시로 뇌물을 받으면서 찰리사가 도착해 조사하기도 전에 양제해 등 모변 주동자로 몰린 7인을 잡아 형을 가해서 죽게 만들고 한쪽 편의 말만 믿어 억울한 사람까지 마구 잡아다 문초하며 형벌을 가한 목사 김수기(金守基)와 대정군수 권취일(權就一)의 파직을 조정에 청했다. 또한 이미 물고된 자 8인, 유배된 자 10인을 제외하고 혐의자 31인은 전원 석방했으며, 부패한 향리 처벌에 나섰다. 한편 제주도 지역 3개 고을의 여든 이상 된 노인들에게 기로연을 베풀고, 당시 제주 지역에서의 환곡, 선세, 목마 등의 문제에 얽힌 10개 조의 폐단 시정을 조정에 건의하고, 아울러 제주의 명관과 효자, 열녀를 조정에 추천하기도 하였다. 당시 제주 사람들은 이재수를 가리켜 “하늘의 신선이 내려오셨다(天仙下降)”고 칭송했다고 한다.
순조 16년(1816년) 사간원대사간(司諫院大司諫)이 되었다. 동왕 18년(1818년)에는 좌부승지로써 앞서 순조에게 올린 상소가 문제되어 유배형에 처해졌던 사간(司諫) 정도채에 대한 처분을 철회해 줄 것을 주청했지만 받아들여지지 않았다.
순조 19년(1819년) 이조참의(吏曹參議)가 되어, 6월 25일에 이조판서 이희갑, 병조판서 이만수와 함께 도목정사(都目政事)를 행했다.
순조 20년(1820년) 10월 3일에 경상도관찰사가 되었고, 이듬해 2월 동래부사 이엽과 경상좌수사 조운영이 송금(松禁) 문제로 공문(公門)을 오가며 서로 체면을 구긴 일에 대해 보고하였고, 두 사람은 파직되었다.
순조 22년(1822년) 이재수는 임지에서 사망하였다. 경상도관찰사로 재직하던 무렵 유학자 이원조(李源祚)에게 보냈던 간찰이 남아 있다.

## 참고 문헌
- 《순조실록》(純祖實錄)
- 《국조방목》(國朝榜目) - 조선 시대 과거 급제자들을 연대, 시험종별 및 성적순으로 나열한 명단.
- 《청선고》(淸選考) - 조선 시대 주요 관서의 관원 명단.
- 《탐라직방설》(耽羅職方設) - 조선 후기의 문인 운곡(雲谷) 이강회(李綱會)가 신안군 우이도에서 칩거하며 저술한 책. 양제해 모변에 대해 당시 제주 사람으로부터 들은 이야기를 수록한 '상찬계시말'이 포함되어 있으며, 특히 양제해 사건의 진상에 대해 실록과는 다른 내용이 많이 전하고 있다.

## 같이 보기
- 양제해
- 상찬계시말